# (38326) 1999 RU128
1999 RU128 (asteroide 38326) é um asteroide da cintura principal. Possui uma excentricidade de 0.12040910 e uma inclinação de 17.57512º.
Este asteroide foi descoberto no dia 9 de setembro de 1999 por LINEAR em Socorro.